# Carlos Reggio y Gravina
Carlos Reggio y Gravina (Palermo, Italia, 1714-Cartagena, España, 12 de septiembre de 1773) fue marino español, llegando a ser teniente general de la Armada y gobernador político-militar de Cartagena.

## Biografía
Hijo de Luis Reggio Branciforte y Colonna (1677-1757), grande de España, príncipe de Jacci y de Campoflorido, y de Caterina de Gravina. Su hermano mayor, Esteban Reggio y Gravina, llegaría también a ser nombrado teniente general de la Armada. y sobrino del también teniente general de la Armada Andrés Reggio.
Su «fulgurante carrera habría que buscarla en la poderosa influencia del factor familiar» ya que su padre era capitán general del reino de Valencia «durante los años de esa meteórica carrera de su hijo».

## Carrera militar
Como alférez de fragata, sirvió en la escuadra de Francisco Javier Cornejo que, en 1732, participó en la expedición mandada por José Carrillo de Albornoz, duque de Montemar, para la conquista de Orán.
A su vuelta, sirvió bajo las órdenes de Blas de Lezo en el Mediterráneo. En 1733, ya como alférez de navío, embarcó en la escuadra de Miguel de Sada y Antillón, conde de Clavijo, a Italia. En su viaje de regreso, en la escuadra de Gabriel de Alderete, logró apresar uno de los buques argelinos contra quienes entraron en combate. Por esta acción sería ascendido a teniente de fragata.
Tras realizar dos viajes a América, en 1741 ascendió a capitán de fragata y al mando de la fragata Palas hizo un viaje al Río de la Plata.
Ascendido a capitán de navío en 1742, en 1744 fue destinado a la escuadra de Juan José Navarro, marqués de la Victoria, recibiendo el mando del navío Brillante.
En 1754 embarcó en el navío Infante en la escuadra de Francisco de Orozco.
En 1759, al mando del navío Terrible, incorporado a la esquadra del marqués de la Victoria, zarpó hacia Nápoles para traer a España al monarca Carlos III. Por su participación en el traslado del monarca, fue promovido a teniente general.
En 1760, obtiene el mando de su propia escuadra encargada de escoltar a la Flota de la Carrera de Indias, zarpando de Cádiz en abril y regresando al mismo puerto en septiembre.
Se le concedió la Gran Cruz de la Orden de Carlos III y era caballero de la Orden de Malta.